# Продуктивност
Вижте пояснителната страница за други значения на Продуктивност.
Продуктивност, също и производителност, е показател на измерването на ефикасността на продукцията в икономиката. Продуктивността е съотношението на продукта на продукцията към материалите или единиците, необходими, за нейното производство.
Ползите от високата продуктивност са много. На национално ниво, ръстът на продуктивността повишава стандарта на живот, тъй като по-голямата доходност подобрява покупателната способност на хората по отношение на стоки и услуги, възможността за удоволствие от отмората и почивката, подобрени условия за домовете, подобрения в областта на образованието, ръстът има и отношение към подобряване и разширяване на социалните и свързани с околната среда програми. В същото време по отношение на фирмата, повишената продуктивност има за резултат повече реален приход, с който тя може да посрещне своите (вероятно растящи) задължение към клиенти, доставчици, работещи, акционери и по отношение на таксите и регулациите, положени от управлението, като в същото време запазва своята конкурентоспособност на пазара.